# Квон Сун Ву
Квон Сун Ву (кор. 권순우?, 權純雨?; род. 2 декабря 1997, Санджу, Кёнсан-Пукто) — южнокорейский профессиональный теннисист. Победитель двух турниров АТР в одиночном разряде. Бронзовый медалист летних Азиатских игр 2022 года. Участник летних Олимпийских игр 2020 года.

## Биография
Квон родился в маленьком городке Санджу и начал играть в теннис с 10 лет. В 16 лет он переехал в Сеул и учился там в средней школе.. Его отец, Янгхун, талантливый теннисист-любитель. Любимое покрытие теннисиста — хард, а любимый удар — справа по линии.

## Спортивная карьера
Квон дебютировал в турнирах Большого шлема в 2018 году. На Открытом чемпионате Австралии, он получил wildcard в основную сетку. В первом раунде уступил теннисисту из Германии Яну-Леннарду Штруффу в трёх сетах.
В феврале 2020 года Квон четыре раза подряд выходил в четвертьфинал на турнирах ATP в Пуне, Нью-Йорке, Делрей-Бич и Акапулько.
На Открытом чемпионате США 2020 года Квон одержал свою первую победу на турнирах Большого шлема, победив американца Тай-Сона Квятковски.
В 2021 году Квон впервые в своей карьере вышел в третий раунд турнира Большого шлема на Открытом чемпионате Франции, где он победил южноафриканца Кевина Андерсона и Андреаса Сеппи, а затем проиграл другому итальянцу, девятому сеяному Маттео Берреттини.
Квон Сун Ву летом 2021 года принял участие в Олимпийских играх в Токио. В одиночном разряде в первом же круге уступил американцу Фрэнсису Тиафо.
В Астане, в 2021 году кореец выиграл свой первый титул на уровне ATP Tour. По ходу соревнования он победил участника квалификации Евгения Донского, третьего сеяного Душана Лайовича и седьмого сеяного Ласло Дьере. В полуфинале победил фаворита турнира и второго сеяного Александра Бублика, а в финале Джеймса Дакворта в двух сетах.
На Открытом чемпионате Австралии в 2022 году Квон выиграл свой первый матч, обыграв Хольгера Руне в пяти сетах. Во втором круге он проиграл Денису Шаповалову в напряженном пятисетовом матче с тремя тай-брейками.
На Уимблдоне 2022 года он проиграл в первом круге первому сеяному Новаку Джоковичу в четырех сетах.
В начале 2023 года в Аделаиде южнокореец выиграл свой второй титул ATP в карьере, победив в финале испанца Роберто Баутисту Агута в трех сетах. Таким образом, он стал первым корейцем, выигравшим два титула ATP.
После шестимесячного перерыва Квон вернулся на Открытый чемпионат США 2023 года и Открытый чемпионат Австралии 2024 года, используя защищенный рейтинг. Осенью 2023 года сыграл на летних Азиатских играх в Китае, где завоевал бронзовую медаль в мужском парном разряде.
В мае 2024 года, на Открытом чемпионате Франции по теннису, Квон Сун Ву, вновь использовав защищенный рейтинг был включен в основную сетку турнира. В первом раунде он победил теннисиста из Финляндии Эмиля Руусувуори, во втором круге уступил 27-му сеянному Себастьяну Корде.

## Семья, отношения
22 мая 2023 года было подтверждено, что Квон встречается с певицей Ким Юбин из Wonder Girls. 5 октября 2023 года было подтверждено их расставание.

## Рейтинг на конец года
| Год  | Одиночный рейтинг | Парный рейтинг |
| 2023 | 196               | 1337           |
| 2022 | 83                | 224            |
| 2021 | 53                | 858            |
| 2020 | 95                | 342            |
| 2019 | 88                | 280            |
| 2018 | 235               | 0              |
| 2017 | 168               | 375            |
| 2016 | 336               | 393            |
| 2015 | 645               | 965            |

## Выступления на турнирах

### Финалы турнировATPв одиночном разряде (2)

#### Победы (2)
| Легенда                     |
| --------------------------- |
| Турниры Большого шлема (0)* |
| Итоговый турнир ATP (0)     |
| ATP Мастерс 1000 (0)        |
| АТР 500 (0)                 |
| АТР 250 (2+0)               |

| Титулы по покрытиям | Титулы по месту проведения матчей турнира |
| ------------------- | ----------------------------------------- |
| Хард (2+0)          | Зал (1+0)                                 |
| Грунт (0)           | Зал (1+0)                                 |
| Трава (0)           | Открытый воздух (1+0)                     |
| Ковёр (0)           | Открытый воздух (1+0)                     |

* количество побед в одиночном разряде.
| №  | Дата          | Турнир              | Покрытие   | Соперник в финале     | Счёт           |
| 1. | сентябрь 2021 | Астана, Казахстан   | Хард (зал) | Джеймс Дакворт        | 7-6(6) 6-3     |
| 2. | январь 2023   | Аделаида, Австралия | Хард       | Роберто Баутиста Агут | 6-4 3-6 7-6(4) |